# Charles Neyrand
Charles Neyrand (7 septembre 1839, Saint-Julien-en-Jarez - 7 octobre 1907, Sarry), est un homme politique français.

## Biographie
Fils d'Antoine-Louis Neyrand, conseiller général de la Loire, et d'Anne-Alexandrine Terrasse de Tessonnet, il était maître de forges, maire de Saint-Julien-en-Jarez et conseiller général de la Loire. Il fut élu député de la Loire en 1889, comme boulangiste révisionniste, battant au premier tour les républicains Dequaire et Agamemnon Imbert.

## Sources
- « Charles Neyrand », dans le Dictionnaire des parlementaires français (1889-1940), sous la direction de Jean Jolly, PUF, 1960 [détail de l’édition]
- Abbé Claude-Marie Vincent et Mgr Louis-Jean Déchelette, Charles Neyrand, maître de forges, maire de Saint-Julien-en-Jarez, ancien conseiller général, ancien député de la Loire... 1839-1907, 1908